# Діболл (Техас)
Діболл (англ. Diboll) — місто (англ. city) в США, в окрузі Анджеліна штату Техас. Населення — 4457 осіб (2020).

## Географія
Діболл розташований за координатами 31°11′18″ пн. ш. 94°46′58″ зх. д. / 31.18833° пн. ш. 94.78278° зх. д. (31.188315, -94.782885).  За даними Бюро перепису населення США в 2010 році місто мало площу 12,31 км², з яких 12,16 км² — суходіл та 0,15 км² — водойми.

## Демографія
Згідно з переписом 2010 року, у місті мешкало 4776 осіб у 1366 домогосподарствах у складі 1073 родин. Густота населення становила 388 осіб/км².  Було 1554 помешкання (126/км²).
Расовий склад населення:
| - 54,9 % — білих - 20,5 % — чорних або афроамериканців - 0,3 % — корінних американців - 0,2 % — азіатів - 21,9 % — осіб інших рас |

До двох чи більше рас належало 2,2 %. Частка іспаномовних становила 46,7 % від усіх жителів.
За віковим діапазоном населення розподілялося таким чином: 29,5 % — особи молодші 18 років, 60,1 % — особи у віці 18—64 років, 10,4 % — особи у віці 65 років та старші. Медіана віку мешканця становила 32,9 року. На 100 осіб жіночої статі у місті припадало 112,8 чоловіків;  на 100 жінок у віці від 18 років та старших — 116,2 чоловіків також старших 18 років.
Середній дохід на одне домашнє господарство  становив 45 982 долари США (медіана — 39 699), а середній дохід на одну сім'ю — 48 931 долар (медіана — 43 963). За межею бідності перебувало 21,5 % осіб, у тому числі 31,4 % дітей у віці до 18 років та 20,3 % осіб у віці 65 років та старших.
Цивільне працевлаштоване населення становило 1615 осіб. Основні галузі зайнятості: освіта, охорона здоров'я та соціальна допомога — 24,4 %, виробництво — 18,5 %, мистецтво, розваги та відпочинок — 12,3 %, роздрібна торгівля — 11,1 %.